# Büchelberg (Leutershausen)

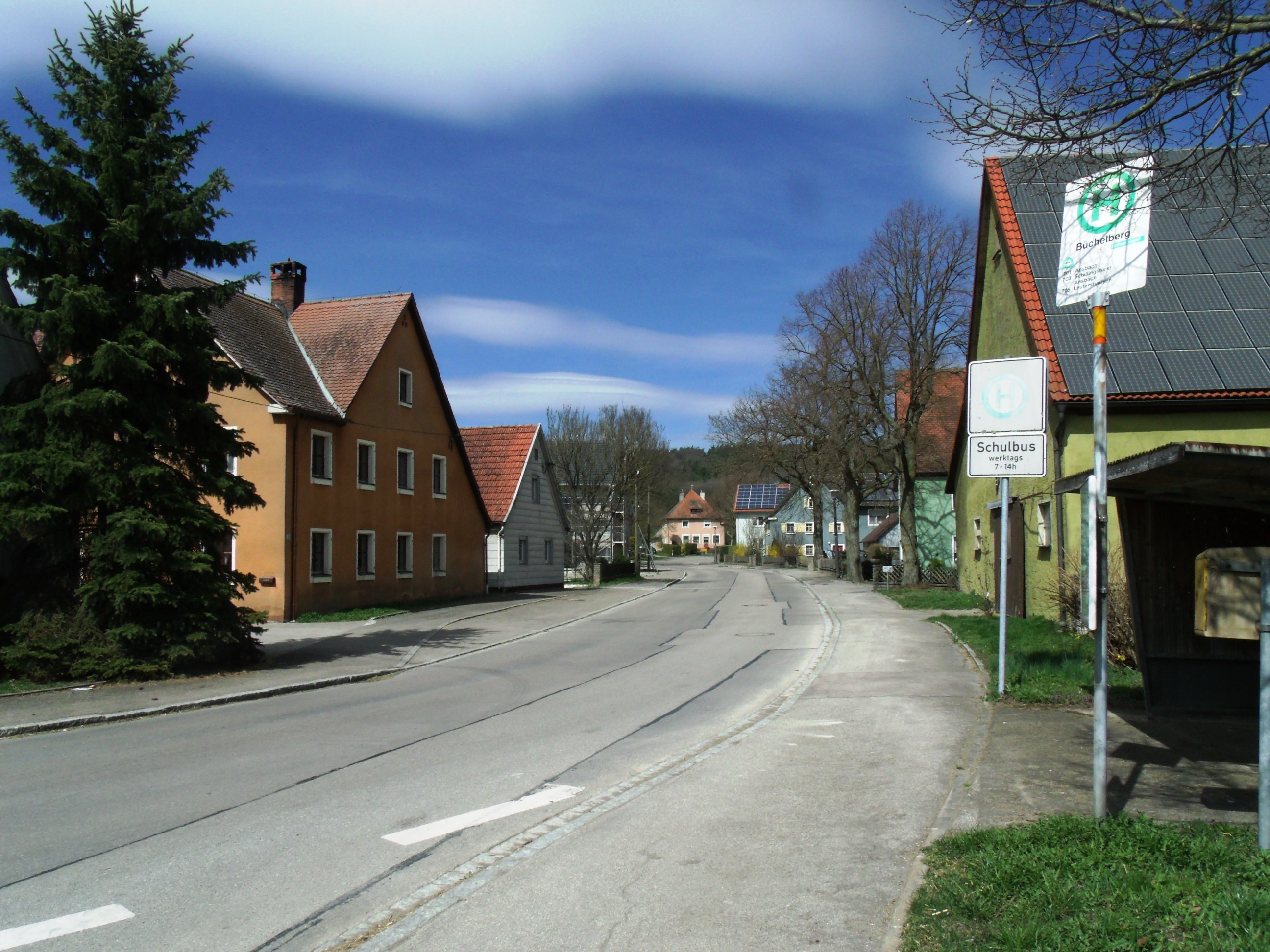
Ortsmitte

Büchelberg (fränkisch: Bichlberch) ist ein Gemeindeteil der Stadt Leutershausen im Landkreis Ansbach (Mittelfranken, Bayern). Die Gemarkung Büchelberg liegt teils auf dem Gemeindegebiet von Leutershausen, teils auf dem Gemeindegebiet von Aurach. Sie hat eine Fläche von 12,030 km² und ist in 913 Flurstücke aufgeteilt, die eine durchschnittliche Fläche von 13.175,90 m² haben. In ihr liegen neben dem namensgebenden Ort die Gemeindeteile Atzenhofen, Dietenbronn, Eyerlohe, Haselmühle und Röttenbach.

## Geografie
Das Dorf liegt am Großen Aurachbach, einem rechten Zufluss der Altmühl. Etwa einen halben Kilometer nördlich des Ortes befindet sich der aus Blasensandstein bestehende Büchelberg (492 m ü. NHN). 0,75 km westlich liegt das Flurgebiet In der Aub, 0,5 km südwestlich die Hofwiesen und 0,5 km östlich das Steinleinfeld.
Die Kreisstraße AN 3 führt nach Atzenhofen (2 km südwestlich) bzw. nach Sachsen (3 km nördlich). Eine Gemeindeverbindungsstraße führt nach Erlbach zur AN 4 (1,5 km nordwestlich), eine weitere Gemeindeverbindungsstraße führt zu einer Gemeindeverbindungsstraße (1,8 km östlich). Diese verläuft nach Görchsheim (1 km nördlich) bzw. an Eyerlohe vorbei die Staatsstraße 1066 kreuzend nach Hilsbach (4 km südöstlich).

## Geschichte
Büchelberg gehörte gemäß einer Auflistung von 1830 zu einem „die Brünst“ oder „die Brunst“ genannten, seit dem Mittelalter stellenweise gerodeten umfangreichen Waldgebiet zwischen Leutershausen und Kloster Sulz mit dem Hauptort Brunst. Die Brünst war für ihre gute Rinderviehzucht bekannt; ihre 22 Dörfer galten als reich.
Erstmals urkundlich erwähnt wurde der Ort 1254 als „Buchelberch“. Der Ortsname leitet sich von „buhül“ = mittelhochdeutsch für Hügel ab. Im Ort besaßen um 1300 die Herren von Birkenfels und die Braun von Birkenfels zu Wiedersbach Eichstätter Lehen. Im 14. Jahrhundert sind zwei halbe Lehen im Dorf im Besitz der Burggrafen von Nürnberg. Zusammen mit anderen Dörfern der Brünst waren im 15. Jahrhundert Bauern von Büchelberg an einem langwierigen Rechtsstreit um Weiderechte in der Brünst beteiligt. Einige Freieigene von Büchelberg kam in den Genuss von Schutz- und Schirmbriefen der Nürnberger Burggrafen, indem sie ihre Güter den Gotteshausmeistern zu Leutershausen unterstellten. Als 1540 Wolf von Wilhermsdorf seinen Sitz in Lehrberg aufgab, veräußerte er mit diesem auch seinen Eigenbesitz in „Buschelberg“, nämlich fünf Häuser und eine öde Hofstatt, an die Markgrafen Georg und Albrecht. 1594 wurde das Rittergut Rauenbuch mit Zugehörungen in Büchelberg an Markgraf Georg Friedrich verkauft; es wurde in der Folge vom brandenburg-ansbachischen Klosteramt Sulz verwaltet. Laut dem 16-Punkte-Bericht des Amtes Leutershausen unterstand Büchelberg zur Gänze der Fraisch und der Gemeindeherrschaft des brandenburg-ansbachischen Stadtvogteiamtes Leutershausen. Das Dorf bestand aus 15 Mannschaften, von denen fünf dem Kastenamt Ansbach, zwei nach Leutershausen und Colmberg, zwei nach Sulz, vier der Frühmesse/Kaplanei Leutershausen und je eine dem Rat der Stadt Leutershausen und dem Rat zu Ansbach zinsten. Das Hirtenhaus war gemeindlicher Besitz. Nach dem 16-Punkte-Bericht von 1681 lagen infolge des Dreißigjährigen Krieges noch vier dieser Höfe öde. Gegen Ende des Alten Reiches gehörten alle 18 Anwesen in Büchelberg brandenburg-ansbachischen Ämtern: sechs dem Hofkastenamt Ansbach, vier (davon ein Köblergut mit Schmiedrecht) dem Kastenamt Colmberg, zwei dem Klosterverwalteramt Sulz, je eines dem Ansbacher Rat, nämlich das Gut der Landpflege, und dem Leutershausener Rat, nämlich ein Wirtsgut, und vier, die Pfarrpfründe, dem Stadtvogteiamt Leutershausen. Hirtenhaus und Schulhaus waren Gemeindebesitz. Von 1797 bis 1808 unterstand der Ort dem Justizamt Leutershausen und Kammeramt Colmberg.
Im Jahre 1806 kam Büchelberg an das Königreich Bayern. Im Rahmen des Gemeindeedikts wurde 1808 der Steuerdistrikt Büchelberg gebildet, zu dem Atzenhofen, Dietenbronn, Eyerlohe, Haselmühle und Röttenbach gehörten. Die Ruralgemeinde Büchelberg entstand 1810 und war deckungsgleich mit dem Steuerdistrikt. Sie war in Verwaltung und Gerichtsbarkeit dem Landgericht Leutershausen zugeordnet und in der Finanzverwaltung dem Rentamt Colmberg. Ab 1862 gehörte Büchelberg zum Bezirksamt Ansbach (1939 in Landkreis Ansbach umbenannt). Die Gerichtsbarkeit blieb bis 1879 beim Landgericht Leutershausen, seit 1880 ist das Amtsgericht Ansbach zuständig. Die Finanzverwaltung ging 1880 an das Rentamt Ansbach über (1919 in Finanzamt Ansbach umbenannt). Die Gemeinde hatte eine Gebietsfläche von 12,057 km². Am 30. Juni 1972 wurde die Gemeinde Büchelberg im Zuge der der Gebietsreform in Bayern aufgelöst: Büchelberg, Atzenhofen und Röttenbach wurden Leutershausen eingemeindet, Dietenbronn, Eyerlohe und Haselmühle nach Aurach.
Büchelberg hatte eine eigene evangelische Bekenntnisschule; 1967 trat der Ort freiwillig dem Schulverband Leutershausen bei. Bis 1973 hatte der Ort eine Bahnstation an der Bahnstrecke Nürnberg–Crailsheim.

### Ehemalige Wallfahrtskapelle St. Stephan
Im Jahre 1424 veranlasste der damalige Leutershausener Pfarrer Bertold Deygsler, dass auf dem Büchelberg eine Kapelle errichtet wurde, die „dem allmächtigen Gott und der Himmelskönigin Maria und allen Gott Heiligen zu Lob und Ehre in Sunderheit den heiligen und getreuen Nothelfern Sant Stephan, Sant Ottilien, Sant Katharin und Sant Barbara“ geweiht war und sich zu einer Wallfahrtsstätte entwickelte. Nach der Reformation befahl 1556 Markgraf Georg Friedrich die Einstellung der Wallfahrten und die Schließung der Kapelle. 1618 kamen die Glocken nach Leutershausen, die kleinere in die Gottesackerkirche, die größere auf den unteren Turm. Die Kapelle wurde abgebrochen, die Steine zum Bau einer Brücke über den Hundsgraben verwendet, der Sächser Gänsebrücke. Nur noch ein Wall am östlichen Bergkopf erinnert an den Standort der Kapelle.

### Baudenkmäler
- Haus Nr. 9: Wohnstallhaus[28]
- Haus Nr. 10: Wohnstallhaus[28]
- Haus Nr. 12: Wohnstallhaus (nicht mehr auf Denkmalliste)
- Haus Nr. 13: Fachwerkscheune wohl des 17. Jahrhunderts mit Krüppelwalmdach[29]
- Sühnestein, sogenannter Schaufelstein mit Schaufelrelief, schon 1659 genannt, am Weg vom Ort Büchelberg nach Erlbach, am Lochberg (am Westende des Büchelbergs)[28]

### Bodendenkmäler
In der Gemarkung Büchelberg gibt es drei Bodendenkmäler.

### Einwohnerentwicklung
Gemeinde Büchelberg
| Jahr      | 1818   | 1840   | 1852   | 1855   | 1861   | 1867   | 1871   | 1875   | 1880   | 1885   | 1890   | 1895   | 1900   | 1905   | 1910   | 1919   | 1925   | 1933   | 1939   | 1946   | 1950   | 1952   | 1961   | 1970   |
| Einwohner | 367    | 365    | 384    | 374    | 359    | 340    | 342    | 385    | 394    | 381    | 341    | 349    | 339    | 337    | 375    | 394    | 346    | 341    | 323    | 476    | 471    | 445    | 307    | 310    |
| Häuser    | 89     | 71     |        |        |        |        | 61     |        |        | 70     | 71     |        | 71     |        |        |        | 63     |        |        |        | 67     |        | 65     |        |
| Quelle    | [ 31 ] | [ 32 ] | [ 33 ] | [ 33 ] | [ 34 ] | [ 35 ] | [ 36 ] | [ 37 ] | [ 38 ] | [ 39 ] | [ 40 ] | [ 33 ] | [ 41 ] | [ 33 ] | [ 42 ] | [ 33 ] | [ 43 ] | [ 33 ] | [ 33 ] | [ 33 ] | [ 44 ] | [ 33 ] | [ 21 ] | [ 45 ] |

Ort Büchelberg
| Jahr      | 001818 | 001840 | 001861 | 001871 | 001885 | 001900 | 001925 | 001950 | 001961 | 001970 | 001987 |
| Einwohner | 118    | 113    | 113    | 96     | 99     | 110    | 102    | 173    | 89     | 83     | 77     |
| Häuser    | 35     | 24     |        |        | 20     | 23     | 20     | 22     | 22     |        | 20     |
| Quelle    | [ 31 ] | [ 32 ] | [ 34 ] | [ 36 ] | [ 39 ] | [ 41 ] | [ 43 ] | [ 44 ] | [ 21 ] | [ 45 ] | [ 1 ]  |

### Bürgermeister
| Name                  | Herkunft   | Amtszeit  |
| --------------------- | ---------- | --------- |
| Alexander Hofmann     | Atzenhofen | um 1846   |
| Johann Georg Reinhard |            | um 1856   |
| Ohr                   | Büchelberg | 1868–1885 |
| Leonhard Ohr          | Büchelberg | 1885–1906 |
| Leonhard Niebling     | Röttenbach | 1906–1919 |
| Georg Probst          | Büchelberg | 1919–1929 |
| Georg Ohr             | Büchelberg | 1929–1938 |
| Friedrich Belzner     | Atzenhofen | 1938–1945 |
| Georg Wendhack        | Büchelberg | 1945–1960 |
| Karl Belzner          | Büchelberg | 1960–1972 |

## Religion
Der Ort ist seit der Reformation evangelisch-lutherisch geprägt und bis heute nach St. Peter (Leutershausen) gepfarrt. Die Einwohner römisch-katholischer Konfession sind nach Kreuzerhöhung (Schillingsfürst) gepfarrt.